# Aptenocanthon winyar
Aptenocanthon winyar är en skalbaggsart som beskrevs av Ross Storey och Geoff B. Monteith 2000. Aptenocanthon winyar ingår i släktet Aptenocanthon och familjen bladhorningar. Inga underarter finns listade.